# Carnisseria

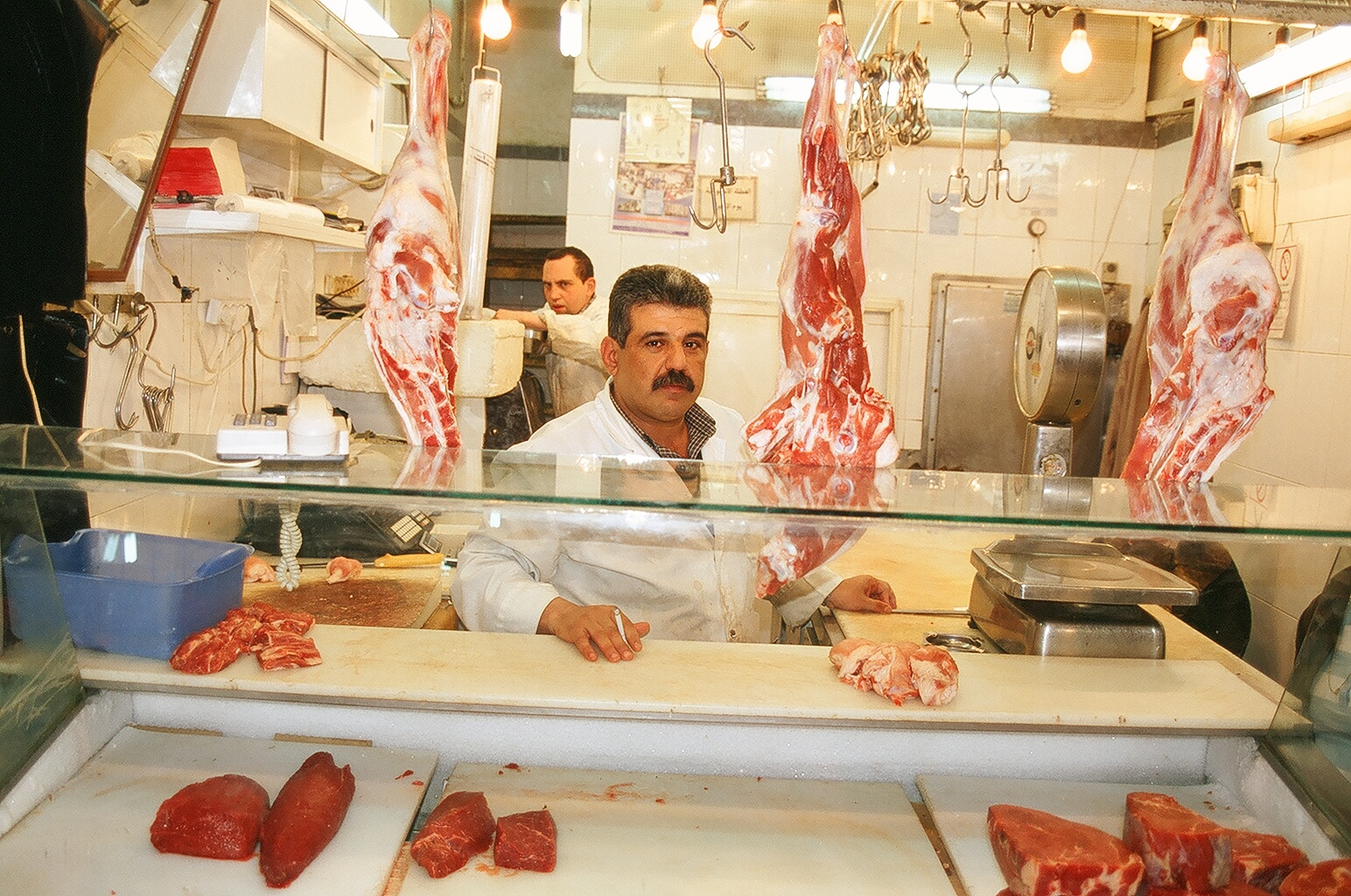
Carnisseria

La carnisseria és un establiment on es comercialitzen diferents tipus de carns crues dedicades al consum humà. Generalment en la carnisseria es realitzen les tasques de processament finals tals com especejament i el picat les carns. L'equipament mínim d'una carnisseria consta d'un refrigerador industrial, un suport per a l'especejament, un conjunt de ganivets i un taulell refrigerat.

## Història

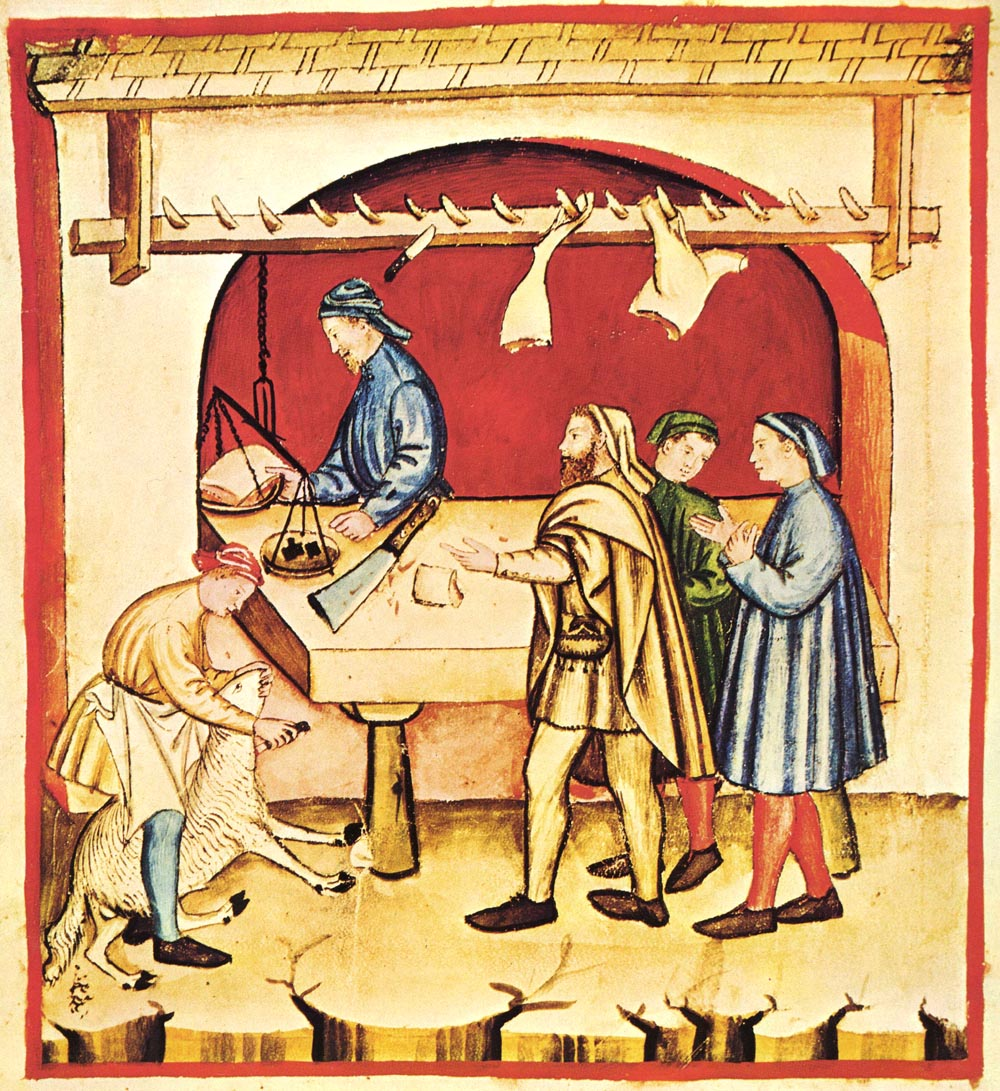
Il·lustració medieval del Tacuina sanitatis.

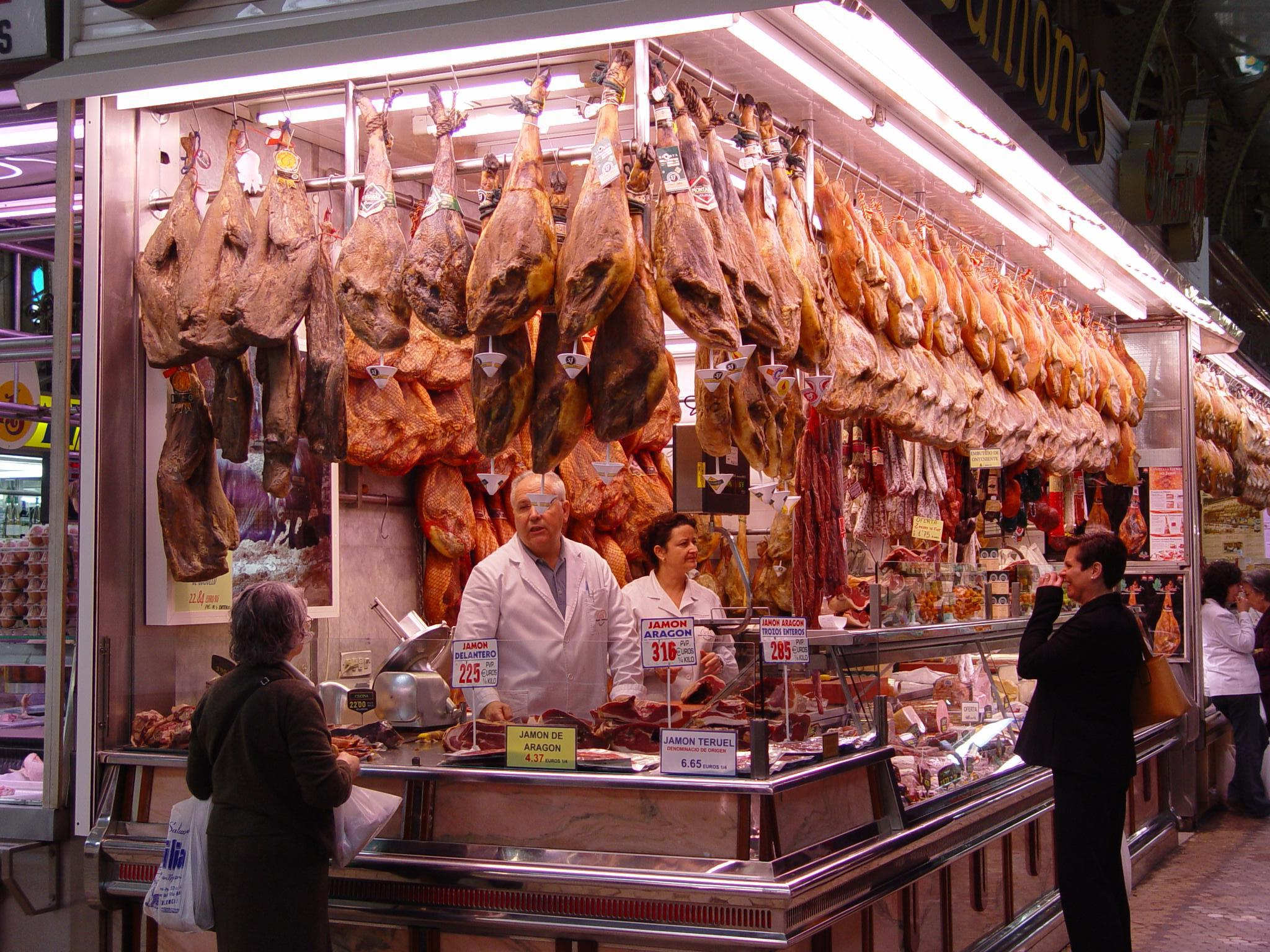
Carnisseria a València.

Des de l'època romana l'ofici de carnisser va estar reglamentat, diversificat i de vegades dotat de certs privilegis. En l'edat mitjana europea era un càrrec hereditari. En 1096 es va crear el primer establiment de venda de carn a París (actual Place du Châtelet) d'aquesta forma es va iniciar la casta de la Gran-Boucherie en mans d'unes famílies determinades que van ser a poc a poc fent-se més rics (eren només unes 20 famílies aproximadament).
A Barcelona el 1376 es dona l'ordre d'enderrocar la carnisseria del Pont d'en Campdera
Els estatuts de 1589 a França van obligar els carnissers a comercialitzar la carn just en l'instant en el qual es pesava la carn a una balança, i no a ull com es venia fent des de molt antic.
Avui dia les carnisseries venen carns fresques en la seua major part del local, però a poc a poc s'obri pas a altres productes que s'exposen a la venda com són els embotits.

## Tipus de carnisseries
- Xarcuteria - Especialitzada en la comercialització d'embotits, especialment es pot parlar de salsitxeria si la venda és exclusiva de salsitxes
- Casqueria - Es denomina així a l'establiment on es venen les vísceres d'animals
- Volateria - Es distribueixen carns d'au: gall dindi, gallina, etc.
- Carnisseries d'equí - Es ven carn de cavall.

Segons la legislació vigent a l'estat espanyol, es parla de
- Carnisseries: aquells establiments dedicats a la manipulació, preparació i presentació i, si escau, emmagatzematge de carns i despulles fresques (refrigerats o congelats), així com, però sense elaboració pròpia, de preparats de carn, productes carnis i altres productes d'origen animal.
- Carnisseries-salsitxeries: el mateix que l'anterior però amb obrador d'elaboració de preparats de carn (frescos, crus-adobats, etc.) i embotits de sang entre els quals es consideren les botifarres i la botifarra negra. També inclou el salaó de cansalada.
- Carnisseries-xarcuteries: el mateix que l'anterior però on també es poden elaborar plats cuinats carnis.